# Shoot the Bullet
Shoot the Bullet. (яп. 東方文花帖 То:хо: Бункатё) — вертикальный скролл-шутер, часть 9.5 серии Touhou Project.

## Разработка
По словам ZUN’а, Shoot the Bullet создавалась как экспериментальная игра, в которой некоторые аркадные элементы, присущие предыдущим играм серии, были бы сдвинуты на второй план.
Идея фотографии как элемента геймплея пришла ZUN’у во время разработки The Embodiment of Scarlet Devil, когда он делал скриншоты различных «карт заклинаний» и давал им названия. Сначала он хотел наделить силой «фотографировать» и «запечатывать» пули Рэйму Хакурэй, но посчитал такой способ неестественным с точки зрения сюжета и отложил идею напотом.
Необходим был персонаж, у которого была бы причина делать фотографии. ZUN придумал тэнгу-журналистку по имени Ая Сямэймару, которую собирался представить в готовящейся к выходу игре Phantasmagoria of Flower View. В то же время издательство Ichijinsha планировало выпустить антологию додзинси по Touhou Project, и ZUN договорился с издательством о превращении антологии в фанбук, в котором были бы примеры газеты, издаваемой Аей. Результатом стало произведение «Bohemian Archive in Japanese Red», которое вышло за 3 дня до Phantasmagoria of Flower View. ZUN хотел сделать Shoot the Bullet приложением к фанбуку, но не успел по времени. Японское название игры осталось такое же, как и у «Bohemian Archive in Japanese Red» — Тохо Бункатё (издательство Ichijinsha позже дало согласие на сохранение этого названия). Игра вышла 30 декабря 2005 года.
В патче 1.01a, вышедшем 9 января 2006 года, ZUN добавил в игру пустой уровень, называющийся Гогай (яп. 号外 Го:гай, «экстра» или «дополнение» в данном контексте), куда обещал позже добавить играбельные стадии. В октябре 2006 года ZUN объявил, что не будет развивать этот уровень, так как работает над новыми Touhou-играми.
Движок Shoot the Bullet будет позднее использован в следующей игре серии, называющейся Mountain of Faith, а также в Uwabami Breakers — игре, созданной в команде «Drinking Party» в 2007 году и не относящейся к Touhou Project.

## Геймплей
В Shoot the Bullet игрок не может стрелять или атаковать противника каким-либо другим способом. Для успешного прохождения каждой стадии Ая Сямэймару — единственный играбельный персонаж — должна за ограниченное время сделать несколько фотографий оппонента. Количество очков за фото определяется количеством и разнообразием пуль, попавших в кадр, положением босса и Аи, а также некоторыми другими факторами. На каждый бой даётся только одна жизнь.
Снимок можно сделать только с полностью (100 %) заряженной фотокамерой. В начале поединка камера заряжена примерно на 50-70 %; после каждого снимка заряд падает до 0. Фотокамера постепенно заряжается сама; ускорить процесс можно удерживанием кнопок фокус-режима и стрельбы — при этом скорость передвижения Аи значительно снизится. В момент снятия фотографии игровое время замедляется, и игрок может несколько секунд управлять «видоискателем». Все пули, которые попадают в область снимка, исчезают с экрана. Засчитываются только те фотографии, на которых запечатлён босс.

## Персонажи
- Уровень 1: Румия, Риггл Найтбаг
- Уровень 2: Чирно, Летти Уайтрок
- Уровень 3: Алиса Маргатройд, Кэйнэ Камисирасава
- Уровень 4: Рэйсэн Удонгэйн Инаба, Медисин Меланхоли, Тэви Инаба
- Уровень 5: Хун Мэйлин, Пачули Нолидж
- Уровень 6: Чэнь, Ёму Компаку
- Уровень 7: Сакуя Идзаёй, Ремилия Скарлет
- Уровень 8: Ран Якумо, Ююко Сайгёдзи
- Уровень 9: Эйрин Ягокоро, Кагуя Хорайсан
- Уровень 10: Комати Онодзука, Сикиэйки Ямазанаду
- Экстра: Фландр Скарлет, Юкари Якумо, Фудзивара-но Моко, Суйка Ибуки

## Музыка
1. 天狗の手帖　～ Mysterious Note
2. 風の循環　～ Wind Tour
3. 天狗が見ている　～ Black Eyes
4. 東の国の眠らない夜
5. レトロスペクティブ京都
6. 風神少女